# Sobrinho Wilschen

## Sobrinho Wilschen
Wilschen Filipe Nascimento Nkutxi é um gestor angolano, estratega de desenvolvimento territorial e coordenador do projeto PIN-DEAP (Plano Integral Nacional de Desafogamento e Alojamento Populacional), uma iniciativa focada na desconcentração urbana, descentralização administrativa e inclusão social em Angola. É também o mentor do projeto-piloto Bairro Muzangala Ya Zanguka, localizado na província do Kwanza Norte.

## Biografia
Natural de Luanda, formou-se em Engenharia de Pesquisa e Produção de Petróleos, tem se destacado como uma das vozes emergentes do pensamento territorial angolano, com foco em políticas públicas inclusivas, valorização das culturas locais e sustentabilidade regional.

## PIN-DEAP
O PIN-DEAP, visa desconcentrar Luanda e dinamizar o desenvolvimento regional em Angola. O país possui uma população de aproximadamente 35 milhões de habitantes , sendo a capital a província mais sobrecarregada, albergando mais de 10 milhões de habitantes, o que representa cerca de um terço da população do país. Principais pilares do projeto:
1. Desafogar Luanda
2. Restituição, adaptação e evolução dos valores sociais e culturais
3. Desenvolvimento sustentável
4. Infraestruturas regionais e urbanas
5. Atração de investimento estrangeiro

O projeto-piloto está a ser implementado no Kwanza Norte, com previsão de expansão para outras províncias.

## Participação Pública e Mobilização Social
É conhecido por defender a inclusão da juventude na política de base, tendo colaborado com diversas personalidades públicas, influenciadores e académicos em iniciativas de promoção de cidadania e desenvolvimento sustentável. Participa ativamente em conferências, painéis e campanhas educativas sobre descentralização, cultura angolana e coesão social. 